# Vixen (webserie)
Vixen è una webserie animata creata da Greg Berlanti, Marc Guggenheim e Andrew Kreisberg, basata sulla storia dell'omonimo personaggio DC Comics Mari Jiwe McCabe/Vixen, una supereroina con il potere di imitare le capacità di qualsiasi animale che sia mai vissuto sulla Terra.
La serie è ambientata nell'Arrowverse, lo stesso universo narrativo di Arrow, The Flash, Supergirl e Legends of Tomorrow. Una prima stagione in sei episodi è stata pubblicata sul sito dell'emittente The CW dal 25 agosto 2015; mentre nel gennaio 2016 è stata annunciata la produzione di una seconda stagione. La seconda stagione è stata trasmessa in America dal 13 ottobre 2016.

## Trama
Mari Jiwe McCabe, africana di nascita, si trasferisce in America dopo che il suo villaggio è stato attaccato. La maggior parte della sua famiglia è stata uccisa ma, l'amore di sua madre riesce a portare in salvo lei e un misterioso totem. Esso è il Totem Tantu, un'arma miracolosa nata per fare del bene. In seguito, Mari scopre che non ha bisogno del totem, ma le basta imparare a controllarsi e concentrare la sua potenza innata. Mari riesce così ad incanalare la potenza delle abilità animali e a farne un campo di forza. La madre adottiva viene uccisa da alcuni criminali locali. La corruzione e la violenza sfrenata regnano e Mari rimasta orfana di madre, si rifiuta di soccombere ai terrori che la circondano. Grazie alla collana-totem, nei panni di Vixen, combatte con la super-forza di un gorilla, la ferocia di una tigre e la velocità di un ghepardo, valorosamente per proteggere il mondo da minacce come quelle che le hanno strappato la madre.

## Webisodi
I webisodi nell'edizione originale sono stati pubblicati senza un titolo specifico.
| Stagione | nº | Titolo originale | Titolo italiano    | Prima TV USA      | Prima TV Italia |
| -------- | -- | ---------------- | ------------------ | ----------------- | --------------- |
| 1        | 1  | Family Reunion   | Fuori su cauzione  | 25 agosto 2015    | 15 aprile 2016  |
| 1        | 2  | Family Reunion   | Il totem di Anansi | 1 settembre 2015  | 22 aprile 2016  |
| 1        | 3  | Family Reunion   | Superpoteri        | 8 settembre 2015  | 29 aprile 2016  |
| 1        | 4  | Family Reunion   | Kuasa              | 15 settembre 2015 | 6 maggio 2016   |
| 1        | 5  | Family Reunion   | Rivelazioni        | 22 settembre 2015 | 13 maggio 2016  |
| 1        | 6  | Family Reunion   | Io sono Vixen!     | 29 settembre 2015 | 20 maggio 2016  |
| 2        | 7  | Trial By Fire    | Inedito            | 13 ottobre 2016   | Inedito         |
| 2        | 8  | Trial By Fire    | Inedito            | 20 ottobre 2016   | Inedito         |
| 2        | 9  | Trial By Fire    | Inedito            | 27 ottobre 2016   | Inedito         |
| 2        | 10 | Trial By Fire    | Inedito            | 4 novembre 2016   | Inedito         |
| 2        | 11 | Trial By Fire    | Inedito            | 11 novembre 2016  | Inedito         |
| 2        | 12 | Trial By Fire    | Inedito            | 18 novembre 2016  | Inedito         |

## Personaggi

### Principali
- Mari Jive McCabe/Vixen (stagione 1-2), doppiata in originale da Megalyn Echikunwoke, doppiata in italiano da Federica De Bortoli.
Nata in un villaggio africano ma cresciuta negli Stati Uniti. Mari nella vita quotidiana è un'aspirante modella. Mari è rimasta orfana da bambina e ha ereditato dalla sua famiglia biologica il Totem Tantu, che viene dalla provincia di Nchanga un fiume dello Zambia (parte della Provincia di Copperbelt e del Distretto di Chingola), che le permette di imitare ogni capacità del regno animale. Le sue abilità sono superudito, supervelocità, sensi potenziati, invulnerabilità, volo, incremento della capacità fisiche, coordinazione fisica eccellenti, esperta nel corpo a corpo, riflessi potenziati, equilibrio, divinazione e capace detective. La prima Vixen fu Amaya McCabe, nonna di Mari e la protettrice di un villaggio dell'africa orientale. Vigilante di Detroit.
  - Mary da bambina è doppiata in originale da Kimberly Brooks e in italiano è doppiata da Arianna Vignoli.

### Ricorrenti
- Chuck (stagione 1-2), doppiato in originale da Neil Flynn, doppiato in italiano da Michele Gammino.
È il padre adottivo di Mari.
- Patty (stagione 1), doppiata in originale da Kari Wührer, doppiata in italiano da Monica Vulcano.
È la madre adottiva deceduta di Mari.
- Macalester (stagione 1-2), doppiato in originale da Sean Patrick Thomas, doppiato in italiano da Vittorio Guerrieri.
Professore universitario che lavora per Kuasa.
- Kuasa (stagione 1-2), doppiata in originale da Anika Noni Rose, doppiata in italiano da Sabrina Duranti.
Sorella maggiore biologica di Mari che cerca di tenere per sé il Totem.

### Guest star
- Barry Allen/Flash (stagione 1-2), doppiato in originale da Grant Gustin, doppiato in italiano da Alessandro Campaiola.
 È un perito della polizia scientifica che a causa di un malfunzionamento dell'acceleratore di particelle dei Laboratori S.T.A.R. Labs viene colpito da un fulmine generato dall'acceleratore, che lo porta a uno stato comatoso che dura nove mesi. Al suo risveglio scopre di potersi muovere a una velocità supersonica. In seguito, decide di sfruttare a fin di bene i suoi nuovi poteri: così assume l'identità supereroica di Flash, per amore della giustizia e combattere i metaumani che usano i loro poteri per scopi malvagi. Vigilante di Central City.
- Oliver Queen/Green Arrow (stagione 1-2), doppiato in originale da Stephen Amell, doppiato in italiano da Riccardo Rossi.
 Giovane miliardario playboy dato per disperso dopo un naufragio insieme al padre Robert e a Sara Lance (allora sua amante), sorella della fidanzata Laurel, dovuto a un sabotaggio mosso al fine di uccidere Robert. Ritorna alla sua casa dopo cinque anni di assenza. Dietro la facciata del "risorto" Oliver Queen ora c'è però il nuovo "giustiziere": Green Arrow. Vigilante di Star City.
- Cisco Ramon (stagione 1-2), doppiato in originale da Carlos Valdes, doppiato in italiano da Alessio Puccio.
Ingegnere meccanico dei Laboratori S.T.A.R. e membro del Team Flash.
- Felicity Smoak (stagione 1), doppiata in originale da Emily Bett Rickards, doppiata in italiano da Paola Majano.
Fidanzata di Oliver Queen e membro del Team Arrow.
- Dinah Laurel Lance/Black Canary (stagione 2), doppiata in originale da Katie Cassidy, doppiata in italiano da Domitilla D'Amico.
Avvocato ed ex fidanzata di Oliver Queen. Membro del Team Arrow.
- Ray Palmer/Atom (stagione 2), doppiato in originale da Brandon Routh, doppiato in italiano da Marco Vivio.
Miliardario proprietario della "Palmer Technologies" e creatore di una tuta capace di restingersi. Membro del Team Leggende.
- Jefferson "Jax" Jackson/Firestorm (stagione 2), doppiato in originale da Franz Drameh, doppiato in italiano da Federico Campaiola.
Ex-studente delle superiori e promessa del football che lavora come meccanico che si fonde col professor Stein diventando una delle due metà di Firestorm. Membro del Team Leggende.
- Professor Martin Stein/Firestorm (stagione 2), doppiato in originale da Victor Garber, doppiato in italiano da Ambrogio Colombo.
È un fisico nucleare vincitore di un Premio Nobel e che rappresenta la metà dominante di Firestorm. Membro del Team Leggende.
- Eshu (stagione 2), doppiato in originale da Hakeem Kae-Kazim.
Generale responsabile della morte degli abitanti e dei genitori di Mari e Kuasa.
- Madre naturale di Mari (stagione 2), doppiata in originale da Toks Olagundoye.

## Doppiaggio italiano
L'edizione italiana è curata da Alberto Porto per Mediaset. Il doppiaggio viene eseguito da CDC Sefit Group sotto la direzione di Michele Gammino.